# Servei de Presons de l'Estat d'Israel
El Servei de Presons de l'Estat d'Israel (en hebreu: שירות בתי הסוהר) (transliterat: Sherut Batei HaSohar) també conegut com a Shabas (en hebreu: שבס) és l'organització nacional governamental que serveix com a gestor de les presons israelianes i forma part del sistema penal israelià. Les seves tasques són, mantenir els presoners detinguts sota unes condicions adients i segures, proveir les necessitats bàsiques dels presos, aplicar mesures correctives adients a cada presoner, per tal de millorar la seva capacitat per a integrar-se de nou en la societat un cop els presos siguin alliberats. El Servei de presons israelià ha passat per diversos canvis en els darrers anys, com a part del seu creixement i d'un procés de renovació promogut per les diverses autoritats dels organismes de seguretat, el servei vol esdevenir una de les organitzacions de presons més modernes a nivell mundial. El servei de presons pertany administrativament al Ministeri de Seguretat. Juntament amb el ministeri, i sota la seva supervisió, coneixement, i accions, el servei de presons pretén assolir els seus objectius.

## Rehabilitació dels presoners
Una de les parts més importants en la rehabilitació dels presoners és la provisió d'uns hàbits de treball i una formació professional,que ajudi al presoner a integrar-se bé en la societat una vegada és alliberat. El treball és important per a la seva salut física i mental, i pot millorar la seva auto-estima, tot plegat crea unes rutines que el poden allunyar dels seus antics hàbits delictius. El concepte de correcció està basat en la creença que és possible proveir als convictes amb les mesures correctives i alhora iniciar un procés de canvi en la seva conducta. El servei de presons es considera obligat a fer servir un temps d'empresonament per a iniciar aquest procés i dur a terme el seu desenvolupament. El temps d'empresonament es un moment dur en la vida del presoner, però també una oportunitat per a l'educació, el tractament i les activitats de rehabilitació. El presoner és introduït a mesura que milloraran les seves oportunitats de tornar a la societat amb èxit. Està en un indret a on el tractament està disponible, té prou temps lliure i les seves dificultats son grans. Aquestes condicions creen una oportunitat per a la teràpia i la intervenció educacional, que estan dissenyades per a cada presoner i les seves necessitats. Aquesta intervenció l'ajudarà a través d'aquests moments difícils i farà possible la seva rehabilitació.

## Departament d'educació
El departament d'educació s'encarrega de dur a terme les activitats educatives dels presoners de totes les presons del país. El seu objectiu és canviar el pensament i la conducta i proveir les mesures i habilitats per ajudar al presoner a convertir el període d'empresonament en una lliçó vital, per tant millorant les seves capacitats de tornar amb èxit a la societat. Aquest procés és possible gràcies als programes educacionals i les activitats designades per als diferents presoners i les necessitats.

## Procés de reclutament dels guàrdies
Per a esdevenir un membre del personal del Servei de Presons, cal passar per un procés que inclou diverses etapes. Son triats els candidats més adients entre els sol·licitants. La feina dels guàrdies de seguretat en arribar al final del procés de reclutament estarà determinada per les necessitats operacionals del servei de presons.

## Història del Servei
Quan es va fundar l'Estat d'Israel en l'any 1948, el Ministeri de Seguretat Pública d'Israel va ser establert. El Servei de Presons va començar aleshores com un departament de la Policia israeliana. Tanmateix es va decidir ja en l'any 1949 que calia separar el servei de presons de la caserna nacional de la Policia, i que aquest servei havia d'operar com una unitat independent. També es va decidir que el cap del servei seria un comissari, que estaria subordinat al Ministeri de Policia. El primer comissari va ser Gero Gera, que va servir en aquesta posició entre els anys 1949-1951.

## Unitats especials
Un cert nombre d'unitats especials operacionals han estat establertes dins del Servei de Presons Israelià, amb el propossit de tractar amb els riscos i les amenaçes que hi ha en el camp de les instal·lacions penitenciàries, tant dintre com fora dels murs de la presó. Cada una d'aquestes unitats té una funció determinada i pertany administrativament al servei de presons.

### Unitat Metzada
La Unitat Metzada (en hebreu: יחידת מצדה) (transliterat: Yehidat Metzada) és la unitat especial d'intervenció del servei de presons. Aquesta unitat es va formar a finals de 2003, i es una unitat operacional d'àmbit nacional, està formada per un personal amb un entrenament intensiu. Els membres de la unitat "Metzada" han d'estar sempre alerta i llestos per oferir solucions professionals adients en situacions d'emergència, com ara alderulls, motins, assalts, escandols, revoltes, intents de fugida de la presó i altres situacions perilloses. Aquesta unitat s'ha especialitzat en fer servir metodes no letals per a neutralitzar els presos. La unitat també ofereix solucions per a les forces de seguretat del país en temps d'emergència, i també participa i contribueix en els simulacres nacionals que realitzen periòdicament les forces especials. Abans de l'establiment de la unitat, el servei de presons israelià depenia totalment de les FDI i la Policia israeliana.

### Unitat Nachshon
La Unitat Nachson (en hebreu: יחידת נחשון) (transliterat:Yehidat Nachshon) és el braç operatiu del servei de presons israelià. La unitat va ser establerta en 1973, i serveix com la unitat central per a l'observació dels presoners, les intervencions operatives i la seguretat. Les tasques de la unitat inclouen, entre d'altres: escortar els presoners i els detinguts des d'una instal·lació d'empresonament fins a un altre indret, i intervenir durant esdeveniments irregulars que puguin tenir lloc per tal d'establir l'ordre i la seguretat. La unitat ajuda a conduir recerques amples dins de les presons per trobar armes, drogues, informació, notes, explosius, telefons mòbils, tarjetes SIM, i quansevol informació sobre possibles atemtats terroristes enemics. La unitat també ha de garantir la seguretat dels membres del personal del servei de presons que han estat amenaçats (ells i les seves famílies) entrega presoners a països estrangers com a part dels acords internacionals d'extradició de presoners, escorta els detinguts cap als tribunals i s'encarrega de mantenir la seguretat de la sala del tribunal, i fins i tot escorta a presos perillosos en les seves visites domèstiques i quan surten de la presó per rebre tractament mèdic. Els membres de la unitat Nachshon escorten al voltant de 1.800 presoners, criminals i terroristes diàriament en els vehicles de la unitat, això ens dona una xifra anual de 390.000 presoners. La unitat disposa de centenars de vehicles operacionals especialment dissenyats, des de autobusos fins a camions passant per motocicletes, tots ells estan adaptats per escortar als presoners. Els vehicles serveixen com a presons mòbils, transportant a un sector violent i perillós de la societat que és molt probable que intenti escapar. Aquests vehicles poden funcionar tant de dia com de nit i poden arribar a quansevol indret del país. La unitat Nachshon es divideix en 3 brigades escampades per tot el país (el nord, el centre i el sud), i que estan sota el comandament de la caserna general de la unitat.

### Yamar Dror
La unitat Yamar Dror va ser fundada el 1993, és la unitat anti-narcòtics del servei de presons d'Israel, i va ser creada per lluitar contra la droga. La unitat està especialitzada en fer recerques i interrogatoris.